# Bezerro de Ouro (prêmio)
O Bezerro de Ouro (em holandês: Gouden Kalf) é um prêmio entregue no Festival de Cinema da Holanda, que é realizado anualmente em Utreque. O prêmio é concedido desde 1981, originalmente em seis categorias: Melhor Ator, Melhor Atriz, Melhor Longa-Metragem, Melhor Curta-Metragem, Prêmio Cultura e Menção Honrosa. A partir de 2003, novas categorias foram adicionadas.
Famoso cineastas e atores holandeses que já ganharam um Bezerro de Ouro incluem Rutger Hauer, Louis van Gasteren, Paul Verhoeven, Eddy Terstall, Carice van Houten, Felix de Rooy, Fons Rademakers, Martin Koolhoven, Alex van Warmerdam, Fedja van Huêt, Jean van de Velde, Pim de la Parra, Dick Maas, Marleen Gorris, Ian Kerkhof, Jeroen Krabbé, Monic Hendrickx, Rijk de Gooyer e Marwan Kenzari.

## Categorias

### Cinema
- Prêmio cultura
- Melhor longa-metragem
- Melhor diretor
- Melhor roteiro
- Melhor ator
- Melhor atriz
- Melhor ator coadjuvante
- Melhor atriz coadjuvante
- Melhor curta-metragem
- Melhor documentário
- Melhor curta documentário
- Melhor cinematografia
- Melhor edição
- Melhor música
- Melhor design de produção
- Melhor design de som

### Televisão
- Melhor ator em série dramática
- Melhor atriz em série dramática
- Melhor atuação em série dramática
- Melhor série dramática

### Prêmios especiais
- Prêmio especial do júri
- Prêmio do público
- Prêmio de desenvolvimento

### Prêmios extintos
- Prêmio de ocupação
- Menção honrosa